# Convent de Santa Anna d'Alcover
El Convent de Santa Anna és un monument protegit com a bé cultural d'interès nacional als afores de la vila d'Alcover (Alt Camp). El convent de Santa Anna és als afores d'Alcover, sota la muntanya del Calvari, al km. 1 de la carretera de Mont-ral. Les parts més remarcables del conjunt són l'església i, sobretot, el claustre. L'església es trobava fins al 2009 en un avançat estat de deteriorament, i tenia el sostre esfondrat. És de planta rectangular, d'una sola nau amb vuit capelles. Una porta la comunicava amb el claustre, planta quadrada i format per dos pisos de galeries amb arcs de mig punt que donen a les cel·les. Les galeries baixes tenen sostre per arestes creuades i les altes tenen bigues. Cap a la banda sud l'edifici presenta una la que va ser afegida al nucli original. Així mateix, a poques passes es troba la casa de l'hortolà, propietat particular, que compta amb corrals.

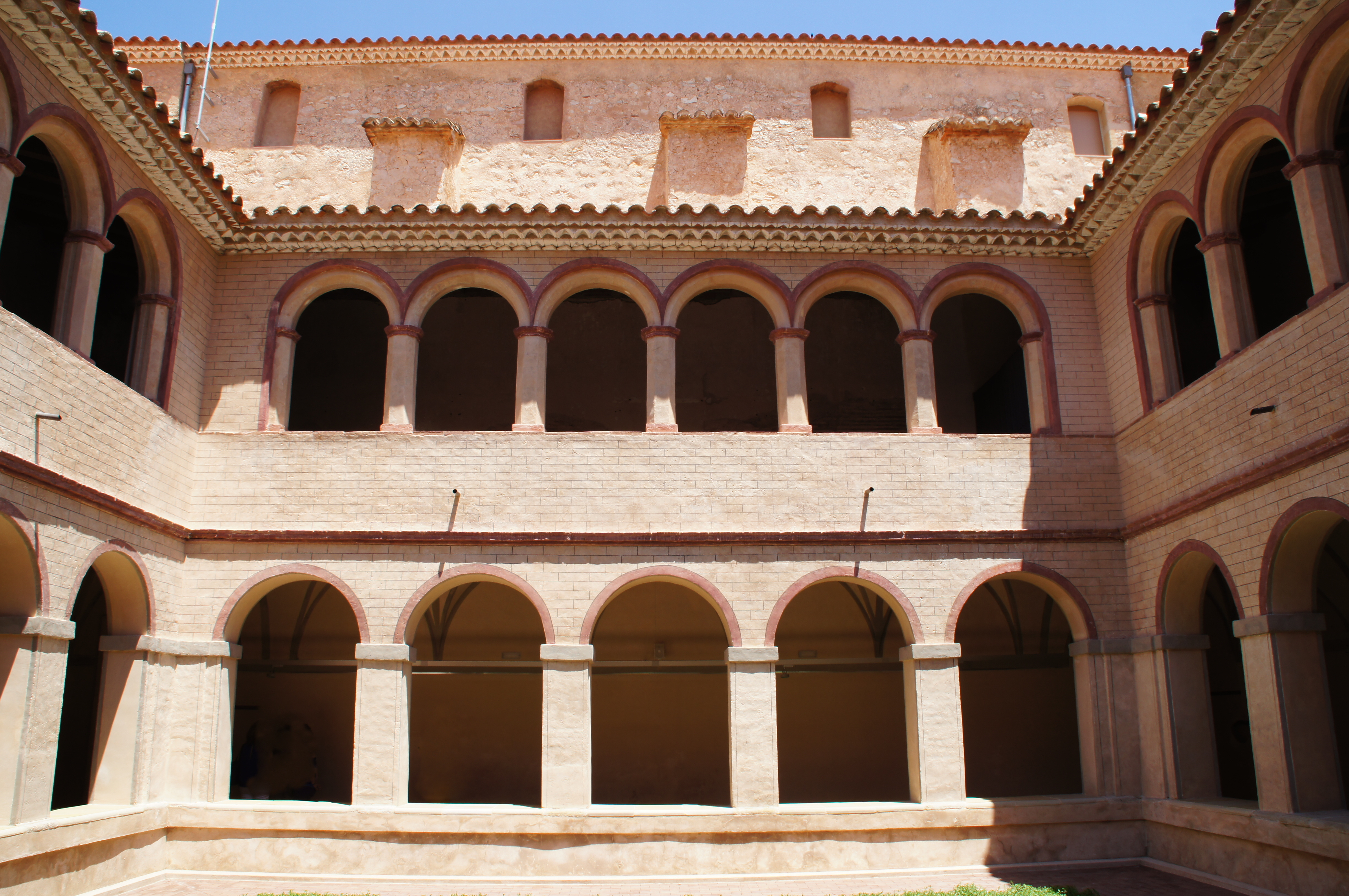
Claustre

## Història
L'edifici fou construït a partir del 1582, en el lloc on hi havia la capella de Santa Anna. Tot i que la vila no intervingué en la construcció del convent, la comunitat franciscana hi va exercir una influència notable pel fet d'haver desenvolupat una tasca educativa. L'església fou construïda el segle xviii. L'època de màxima esplendor del convent fou el segle xviii. L'edifici fou incendiat i saquejat durant els esdeveniments de 1822. Després de la desamortització de 1835 passà a propietat municipal, i posteriorment tingué utilitzacions diverses (hospital, habitatge, escola, fàbrica...) fins que, el 1920 s'hi instal·là la Guàrdia Civil, que no l'abandonà fins al 1973. El 1990 el seu estat de conservació era molt dolent, la porta d'accés estava tapiada i l'interior es feia servir com a cementiri de cotxes.
Durant un llarg temps s'ha estat restaurant per convertir-lo en un equipament obert perquè creadors, artistes, professionals i estudiants de diferents disciplines, puguin dipositar un espai per a treballar, intercanviar i aprendre, en règim d'estades temporals. S'ha inaugurat amb el nom de Convent de les Arts.